# Озерлер, Микаил
Михаэль Жганк (словен. Mihael Žgank; род. 1 февраля 1994, Целе), впоследствии сменивший имя на Микаил Озерлер (тур. Mikail Özerler) — словенский и турецкий дзюдоист, чемпион Европы, призёр чемпионатов мира.

## Биография
Михаэль Жганк родился в 1994 году в Целе (Словения). В 2016 году принял участие в Олимпийских играх в Рио-де-Жанейро, но проиграл первую же схватку и занял лишь 17-е место. В 2017 году стал серебряным призёром чемпионата мира.
В 2018 году эмигрировал в Турцию, где сменил имя и фамилию на Микаил Озерлер. На чемпионате мира 2018 года он выступал уже за сборную Турции. В 2019 году завоевал золотую медаль Европейских игр.